# ファーマシー・テクニシャン
ファーマシー・テクニシャン（pharmacy technician）、調剤技師とは、薬局に関連する職業。就業場所は様々で、自治体、小売、病院内薬局などが多数であるが、介護施設、薬剤メーカー、医療保険会社、ソフトウエア会社、政府機関、教育職であったりもする。
職務には患者に対して、処方薬の調剤、医療機器の提供や調整などが含まれる。ほかに、調剤に関わる監査、保険会社への処方依頼や請求書支払作業などもある。
国によっては登録資格（イギリスやタンザニア）、民間資格（アメリカ）など様々である。
ファーマシー・テクニシャンを導入することによって、薬剤師は薬学的な専門知識が必要な専門業務に専従することができる。日本では実現していないが、無資格調剤問題を受けて議論が存在する。

## ヨーロッパ
1900年頃までは、薬剤師は薬局や薬剤師の助手からキャリアをスタートし、薬剤師の監督の下で調剤などの実務を担当、見習いを終えると調剤や販売の許可が得られる徒弟制があった。これが後に薬剤師の下位しかくとして制度化された。ヨーロッパでは各国で見習い期間が共通化されており、アンリ・ネスレは1836年にドイツの薬局で4年間の見習い期間を終えたが、スイスに移住した後の1839年に化学実験、薬剤師、医薬品販売の許可を得ている。
アガサ・クリスティは第一次世界大戦中に薬剤師のアシスタントとして働いたことで、ミステリー小説に使われる毒物の知識を得た。

### イギリス
イギリスにおいては、ファーマシー・テクニシャンは全国職業資格(NVQ)/スコットランド職業資格(SVQ)レベル3の資格とされ、商業技術教育委員会(BTEC)認定の Pharmacy Service Skills 職業教育を受けるか、あるいはNational Pharmacy Association レベル3の認定を受け、その上でGeneral Pharmaceutical Council (GPhC)に登録される必要がある。これは患者への薬剤調剤に加えて、患者とのカウンセリングが行える資格である。
テクニシャンの下位資格としてファーマシー・アシスタント（Pharmacy assistant, 調剤助手）があり、 これはNVQ/SVQレベル2の資格であり、同じく監督下で調剤を行うが、患者とのカウンセリングは行うことはできない。

### ドイツ
ドイツ連邦統計局によれば、2011年にはドイツ国内で66,867人のファーマシーテクニシャンが就業しており、その約90%は自治体薬局から雇用されている。平均月収は1837-2400ユーロであり、賃金は雇用主団体と薬剤師労働組合（Adexa）間の交渉で決まる。

## アメリカ合衆国
ファーマシー・テクニシャンは民間団体による民間資格である。
アメリカ合衆国労働省労働統計局の統計によれば、ファーマシーテクニシャンのおおよそ75%は小売部門（独立薬局ー、大手小売チェーン、通信販売薬局など）に就業、残り25%は病院にて就業している。少数だが、介護施設、医薬品卸売業、連邦政府にて就業する者もいる。資格要綱は各州によって様々である。
カリフォルニア州においては、高校卒業資格が必要で、さらにPharmacy Technologyの準学士号（アソシエイト）を保持するか、または規定の施設において240時間の教育を受ける必要などがある。